# Billy Boy Arnold
Billy Boy Arnold (Chicago, 1935. szeptember 16. –) amerikai blues-harmonikás, gitáros, énekes. Olyan legendás blueszenészekkel dolgozott együtt, mint például Bo Diddley, Johnny Shines, Otis Rush, Earl Hooker, Howlin’ Wolf, Muddy Waters és mások.

## Pályafutása
A chicagoi harmonikás a legjobbtól tanult: a közszájon forgó történet szerint gyermekkorában bekopogott Sonny Boy Williamson ajtaján, és megkérdezte tőle, hogy kell játszani a hangszeren. Sonny Boy adott néhány leckét a 13 éves fiatalembernek, de nagyon keveset, mert a mestert 34 éves korában meggyilkolták.
Billy Boy Arnold soha nem távolodott el a gyökerektől, és maga is legendává vált.

## Stúdióalbumok
- More Blues on the South Side (Prestige, 1966)
- Kings of Chicago Blues Vol. 3 (Vogue, 1973)
- Blow the Back Off It (Red Lightnin', 1975)
- Checkin' It Out (Red Lightnin', 1979)
- Ten Million Dollars (Blue Phoenix, 1984)
- Back Where I Belong (Alligator, 1993)
- Eldorado Cadillac (Alligator, 1995)
- Boogie 'n' Shuffle (Stony Plain, 2001)
- Consolidated Mojo (Electro-Fi, 2005)
- Billy Boy Arnold Sings Sonny Boy (Electro-Fi, 2008)
- Billy Boy Arnold Sings Big Bill Broonzy (Electro-Fi, 2012)
- The Blues Soul of Billy Boy Arnold (Stony Plain, 2014)

## Díjak
- 2012: Blues Hall of Fame